# Бахтияр-наме
Бахтия́р-наме́ (перс. بختیارنامه‎ — Книга о Бахтияре) — древний литературный памятник. Написан на среднеперсидском языке (пехлеви). Оригинал труда не найден. Дакаики Марвази (XII век) внёс некоторые поправки и назвал «Бахтияр-наме» «Рахат ул-арвах» («Услада душ»). Вариант был опубликован в Иране (Тегеран, 1967). «Бахтияр-наме» издавался в Лондоне (1801), Париже (1839), Тебризе (1890), Ленинграде (1926), Тегеране (1952) и др. «Бахтияр-наме» рассказывает о приключениях сына царя Азадбахта Бахтияра и его десяти визирях. Композиционная структура схожа с памятниками «Тысяча и одна ночь», «Синдбад-наме». «Бахтияр-наме» переведен на арабский, турецкий, азербайджанский, русский, немецкий и др. языки. Казахские акыны на основе сюжета «Бахтияр-наме» сочиняли эпосы и дастаны (см. «Сорок сыновей Бахтияра»).